# Il signor Wołodyjowski
Il signor Wołodyjowski (Pan Wołodyjowski) è un romanzo storico dello scrittore polacco Henryk Sienkiewicz, pubblicato nel 1887. È il terzo volume di una trilogia, preceduto da Col ferro e col fuoco (Ogniem i mieczem, 1884) e Il diluvio (Potop, 1886). Il romanzo narra della lotta dei polacchi nella guerra tra Polonia e Impero Ottomano tra il 1672 e il 1676, contro i turchi che avanzavano verso nord. Protagonista della storia è l'immaginario colonnello Michał Wołodyjowski.
Dal romanzo è stato tratto il film Il settimo flagello (Pan Wołodyjowski) del 1969 diretto da Jerzy Hoffman.

## Edizioni
- Donne ed eroi : Pan Wolodyjowski, traduzione di Alberto Corradini, Paoline, 1969.